# Mikroregion Cerro Largo

Mikroregion Cerro Largo

Mikroregion Cerro Largo – mikroregion w brazylijskim stanie Rio Grande do Sul należący do mezoregionu Noroeste Rio-Grandense. Ma powierzchnię 2 290,9 km²

## Gminy
- Caibaté
- Campina das Missões
- Cerro Largo
- Guarani das Missões
- Mato Queimado
- Porto Xavier
- Roque Gonzales
- Salvador das Missões
- São Paulo das Missões
- São Pedro do Butiá
- Sete de Setembro